# Dolores (Spagna)
Dolores è un comune spagnolo di 7 095 abitanti situato nella comunità autonoma Valenciana.

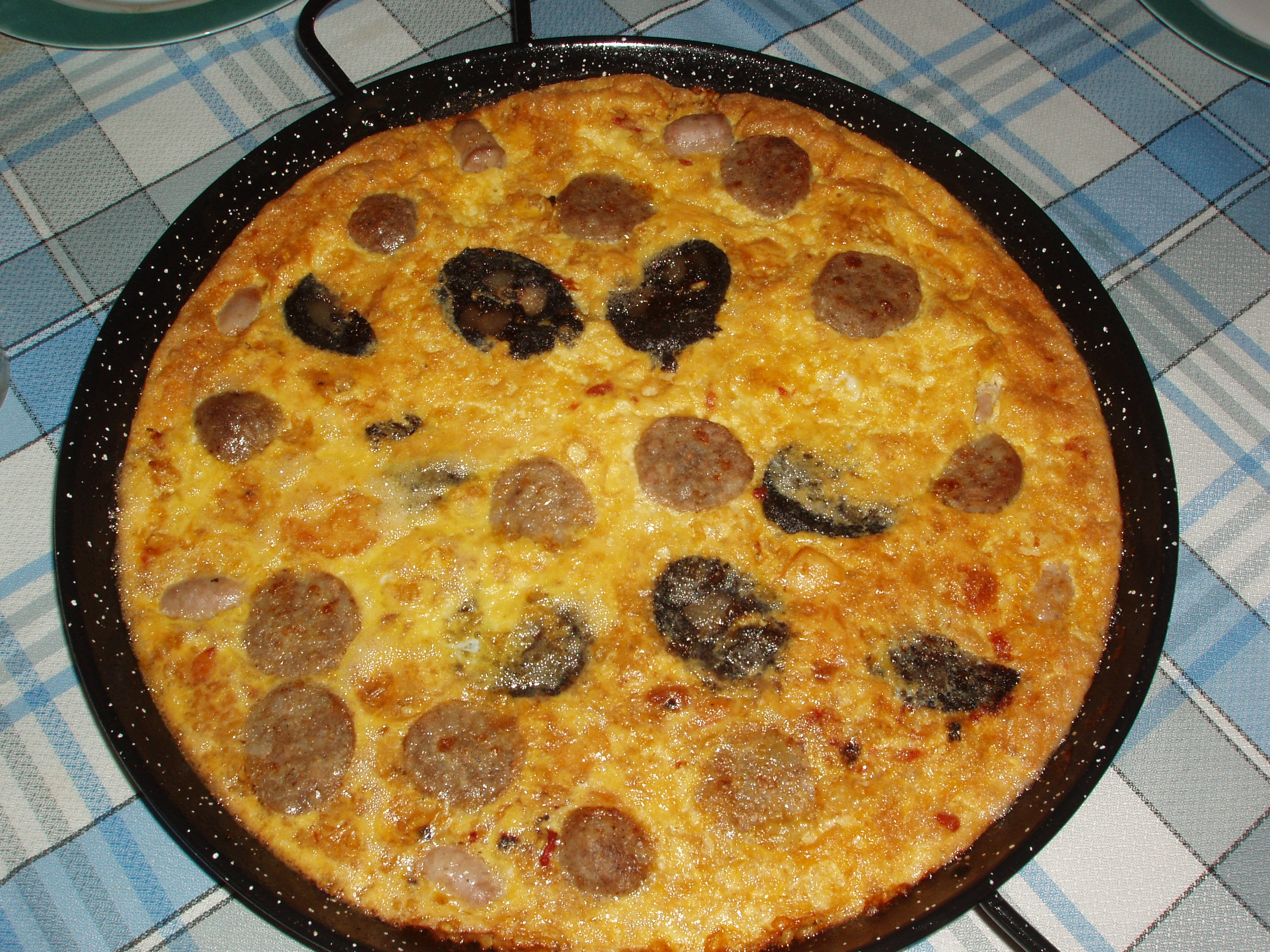
Arroz con costra, (riso in crosta) ricette di paella tradicionale di Dolores